# مارك غليسون
مارك غليسون (بالإنجليزية: Mark Gleeson)‏ هو صحفي جنوب أفريقي، ولد في 21 يناير 1964 في كيب تاون في جنوب أفريقيا.